# Antioquia Sudoccidentale

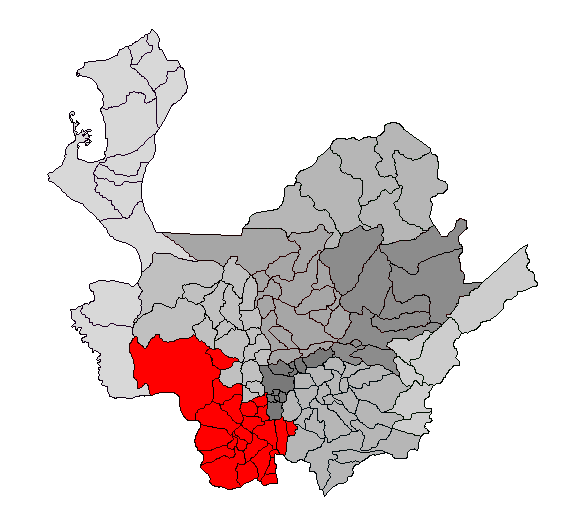
Localizzazione della sottoregione Antioquia Sudoccidentale nel dipartimento di Antioquia

Antioquia Sudoccidentale è una sottoregione (provincia) nel dipartimento di Antioquia, in Colombia, composta da 24 comuni.